# Al-Zawraa Sport Club
El Al-Zawraa Sport Club (en árabe: نادي الزوراء) es un club de fútbol de Irak, de la ciudad de Bagdad. Fue fundado en 1937 y juega en la Liga Premier de Irak.

## Historia
El equipo fue fundado en 1937, antes de que existiera la Super Liga de Irak, con el nombre de Sikak Al-Hadeed (en árabe سكك الحديد, que significa Ferrocarriles), el cual se fusionó con el Al-Maslaha Naqil Al-Rakab en 1974 denominándose Al-Naqil.
En 1969 se fundó el Al-Muasalat  (en árabe المواصلات, que significa Transporte), equipo que cambió el nombre a Al-Zawraa en 1972.
Al-Naqil se fusionó con Al-Zawraa en 1975 y así surgió el Al-Zawraa Sport Club. Al año siguiente el equipo debutó en la Super Liga de Irak.
El equipo es uno de los más laureados del país. Ha ganado once Ligas y catorce Copas de Irak.

### Al-Zawraa en competiciones internacionales
- Liga de Campeones de la AFC

2003: Tercera ronda de clasificación
2005: Fase de grupos
2007: Fase de grupos
2019: Fase de grupos
2020: 2.ª Preliminar
- Copa de Clubes de Asia

1995: Segunda ronda
1996-97: 4.º
1997-98: Segunda ronda
2000-01: Primera ronda
2001-02: Segunda ronda
- Copa AFC

2009: 1/8
2012: 1/8
2017: Semifinal de Zona
2018: Fase de grupos
- Recopa de Asia

1994: Primera ronda
2000: 2.º

## Uniforme
- Uniforme titular: Camiseta, pantalón y medias blancas.
- Uniforme alternativo: Camiseta, pantalón y medias azules.

## Estadio
El Al-Zawraa juega en el Estadio Al-Zawraa con capacidad para 15.500 espectadores y en ocasiones en el Estadio Al-Shaab con capacidad para 35.000 personas.

## Palmarés

### Torneos nacionales
- Liga Premier de Irak: 15

1974/75, 1975/76, 1976/77, 1978/79, 1990/91, 1993/94, 1994/95, 1995/96, 1998/99, 1999/2000, 2000/01, 2005/06, 2010/11, 2015/16, 2017/18
- Copa de Irak: 16

1975/76, 1978/79, 1980/81, 1981/82, 1988/89, 1989/90, 1990/91, 1992/93, 1993/94, 1994/95, 1995/96, 1997/98, 1998/99, 1999/00, 2016/17, 2018/19
- Supercopa de Irak: 4

1998, 1999, 2000, 2017